# Mosquée d'Omar (Beyrouth)
La mosquée d'Omar (en arabe : المسجد العمري / al-masjid al-ʿumarī) est une mosquée dans l'ancien quartier de Beyrouth qui reflète les périodes de l'histoire de la ville. Un temple romain sur le site a cédé la place à une église à l'époque byzantine. Avec la conquête arabe de Beyrouth en 635, la structure a été transformée en une mosquée nommée d'après le calife de l'époque, Omar ibn al-Khattâb. Cette mosquée a été détruite en 1115, par des croisés, qui ont alors construit une cathédrale dédiée à Jean le Baptiste sur le site. Saladin l'a reconvertie en mosquée après avoir pris la ville, seulement pour la faire restaurer en église par des croisés ultérieurs. En 1291, les Mamelouks avaient repris la ville et restauré la structure en tant que mosquée d'Omar. Avec des restaurations modernes, la mosquée présente désormais l'ancienne structure principale avec deux minarets et une cour.